# Dinklageella
Dinklageella es un género con cuatro especies de orquídeas de hábitos epífitas. 

## Distribución
Se encuentra en el centro y oeste de África.

## Taxonomía
El género fue descrito por Rudolf Mansfeld y publicado en Repertorium Specierum Novarum Regni Vegetabilis 36(936–941): 63–64. 1934. La especie tipo es: Dinklageella liberica Mansf. 1934

## Especies
- Dinklageella liberica Mansf. 1934
- Dinklageella minor Summerh. 1960
- Dinklageella scandens Stévart & P.J.Cribb 2004
- Dinklageella villiersii Szlach. & Olszewski 2001